# Rennweg (Haßberge)
Der Rennweg in den Haßbergen ist ein kleiner Bruder des bekannten Rennsteiges auf dem Thüringer Wald. Ebenso wie der Rennsteig zieht auch diese uralte Verkehrsverbindung auf einem Gebirgskamm, dem der Haßberge, in nordwestlich – südöstlicher Richtung.
Im westlichen Teil der Haßberge wird er als Rennweg bezeichnet, im östlichen Teil als Hohe Straße bzw. als Hochstraße. Dazwischen liegt die Manauer Senke im Bereich von Hofheim.
Die Beschaffenheit des Weges als Kammweg (Salzhandelsweg vom Grabfeld nach Bamberg), wie auch vorzeitliche Funde und Anlagen an oder in seiner Nähe lassen den Schluss zu, dass es sich um einen bereits seit der Zeit der Kelten begangenen (Ortes-)Weg handelt. Jeweils an einem Ende des Rennweges, oberhalb von Kleinbardorf und oberhalb von Hofheim, befinden sich in strategisch günstiger Lage zwei vorzeitliche Befestigungsanlagen, zwischen denen der Rennweg die kürzeste Verbindung  darstellt. Daneben war der Rennweg auch die kürzeste Verbindung zwischen den vorzeitlichen Siedlungsplätzen im Grabfeldgau, in der Gegend von Hofheim und nahe der Mündung der Baunach in den Main bei Hallstadt/Bamberg.
Zur Zeit Karls des Großen stellte der Rennweg eine Volkstumsgrenze zwischen dem westlich gelegenen, fränkisch besiedelten Grenzland des Frankenreiches und dem östlichen, von den Slawen und Wenden bewohnten Gebieten dar.
Noch im Sommer 1796 wurde diese Verbindung von französischen und österreichischen Soldaten als Aufmarsch- bzw. Rückzugsweg genutzt.
In einer Chronik über die Stadt und des Amtes Königsbergs wird die alte Verbindung erwähnt: „Von Fulda führte bis Bamberg eine uralte Straße. Von Bad Königshofen herkommend erstieg sie bei der Burgruine Wildberg die Bun und lief auf dem südöstlich der Baunach bleibenden Kamme derselben oberhalb Königsbergs hin nach Röslau, [...]“.
Die Nassacher Höhe mit 512 m ü. NN liegt am Rennweg. Der Burgstall Rottenstein und die Schwedenschanze befinden sich in unmittelbarer Nähe des Rennweges. Von einer mehrfachen Wegkreuzung, den sogenannten Sieben Wegen, führt ein Weg zu einem Aussichtsturm auf der Schwedenschanze.
Der Rennweg ist als Wanderweg durchgehend mit einem schwarzen R markiert. Seine Länge beträgt rund 55 km. Er tangiert nur wenige Orte, was wegen der Übernachtungen für Wanderer unter Umständen ein Problem darstellen kann. Die Gesamtstrecke ist für Mountainbiker in einem Tag zu schaffen. Mit Hofheim und Königsberg liegen zwei sehenswerte Orte nur wenige Kilometer abseits der Route.